# Agatasa
Agatasa calydonia es una especie de lepidóptero de la familia Nymphalidae. Es originaria del sur de Birmania y  Malasia, hasta Borneo, Sumatra y Filipinas. Es el único miembro del género monotípico Agatasa.

## Descripción
Es una mariposa muy grande, de color amarillo con el borde anterior amplio en el posterior en blanco y negro y ribeteado en negro.

## Subespecies
- Agatasa calydonia calydonia en Malasia.
- Agatasa calydonia auricinia Fruhstorfer
- Agatasa calydonia belisama Crowley, 1891 ; su Birmania.
- Agatasa calydonia chrysodonia Staudinger ; aux Filipinas.
- Agatasa calydonia heterodonia Semper ; aux Filipinas.
- Agatasa calydonia mahasthama Fruhstorfer ; à Borneo